# Ryssbergsbacken
Ryssbergsbacken är en skidbacke utanför Nyköping, granne med Nyköpings GK. Backen drivs av Friluftsfrämjandet och är uppbyggd av fyllnadsmaterial ovanpå ett ganska högt berg. Backen har en ankarlift och en nedfart samt en pulkabacke. 
Fallhöjden är 60 m och längden 320 m.
Runt Ryssbergsbacken finns det ett 1,5-kilometers skidspår, ett 2,5-kilometers skidspår, ett 5-kilometers skidspår samt ett 10-kilometers skidspår.